# アマンユベニガイ

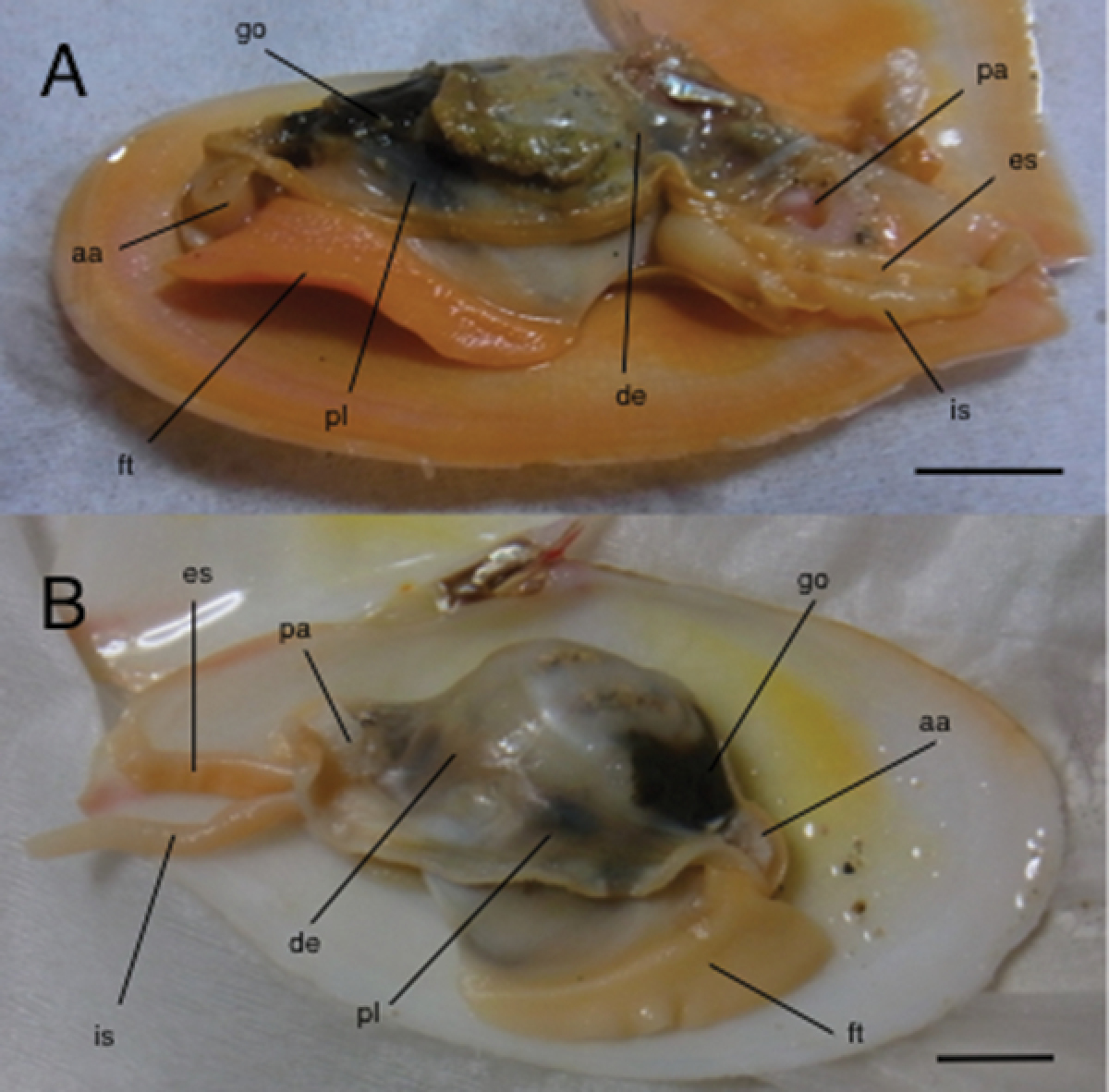
A（上）アマンユベニガイ（左側面）
B（下）オオシマダイミョウ（右側面）
aa=前閉殻筋; de=鰓; es=出水管; ft=足; go=生殖腺; is=入水管; pa=後閉殻筋; pl=唇弁（スケールバーは10 mm）

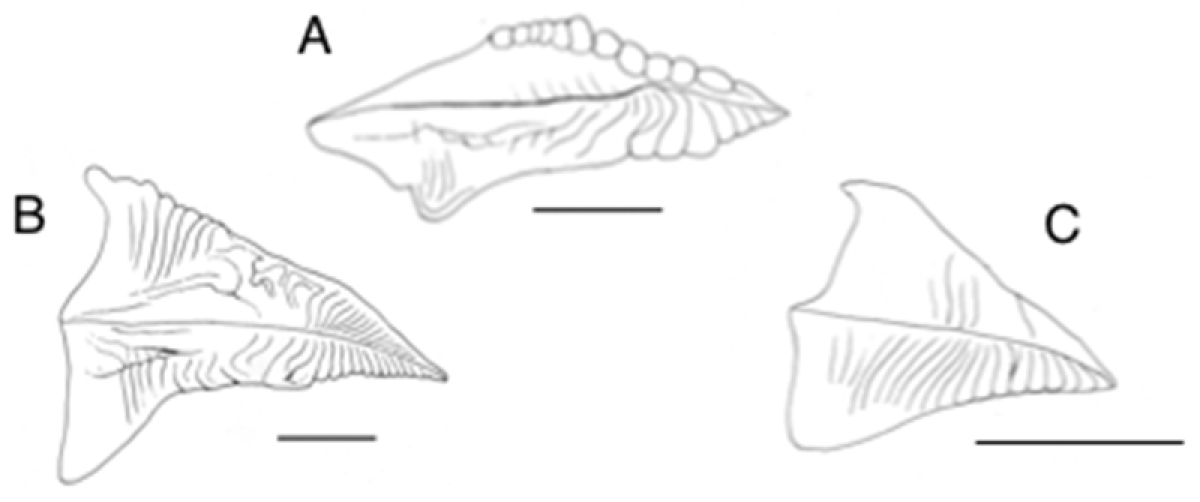
右側の上下唇弁（上唇弁をめくり上げた状態）A:アマンユベニガイ B:オオシマダイミョウ C:ベニガイ

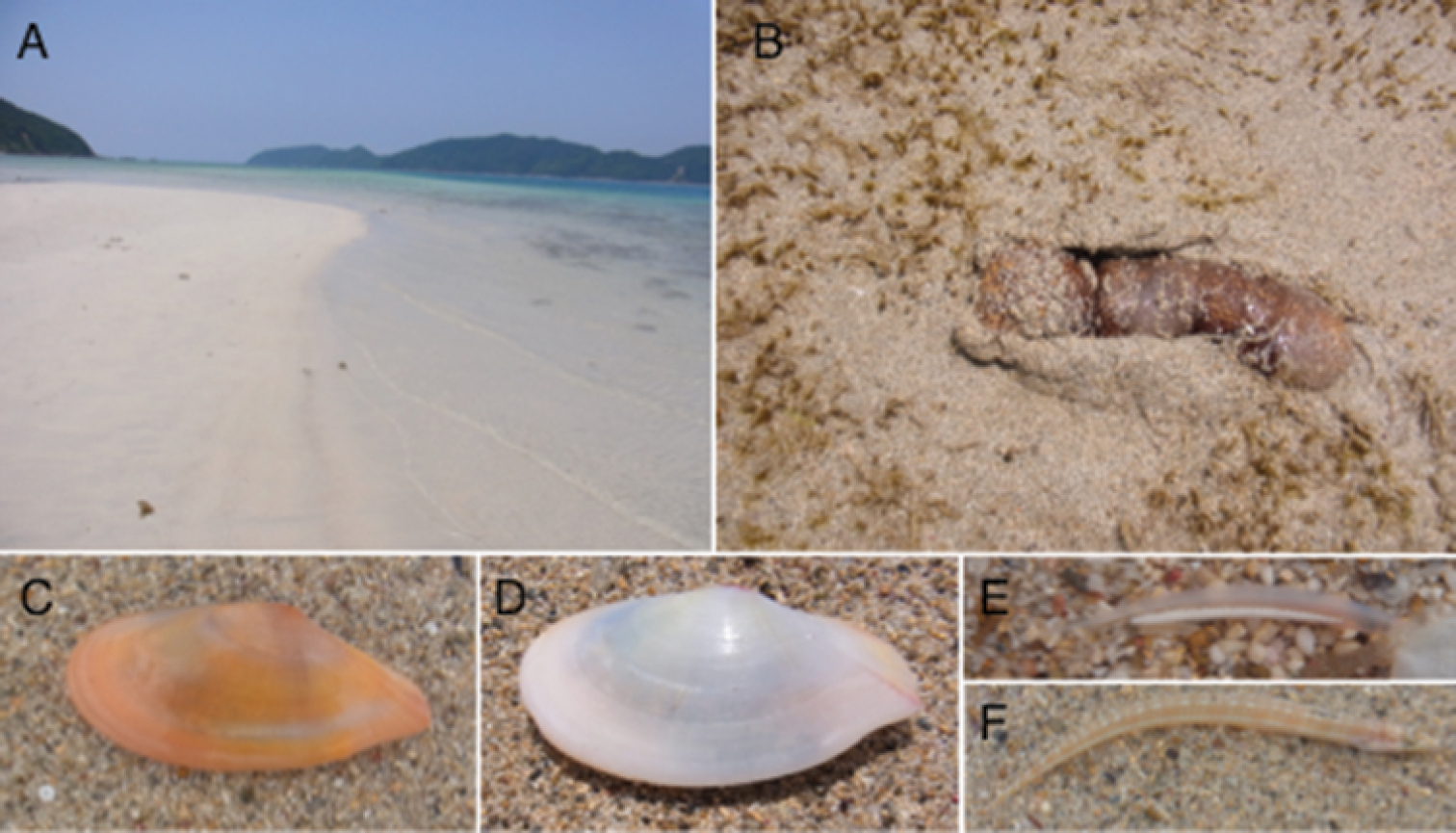
本種の生息環境とそこに見られる動物 A:生息地　B:フタスジナマコ　C:本種　D:オオシマダイミョウ　E:ナメクジウオの一種　F:リュウグウベラギンポ

アマンユベニガイ（奄美世紅貝、学名 Pharaonella amanyu）はニッコウガイ科に分類される海産の二枚貝の一種。奄美群島沿岸の清浄な水域の砂底に生息する。
種小名 amanyu （名詞）と和名のアマンユは、中世以前の奄美における穏やかな時代を指す語「あまんゆ（奄美世）」に由来し、本種が含まれる人為的撹乱の少ない沿岸生態系を象徴したもの。

## 分布
- 日本（奄美群島） [1]。

## 形態
大きさと形
成貝は殻長80mm, 殻高36mmほどになる。殻は前後に長い木の葉形で、前方は丸く、後方は嘴状に伸びる。後方伸長部は僅かに右側に振れ（背面から見ると右側に弱く曲がる）、殻を閉じた場合でも僅かな隙間を残す。殻頂は中央より少しに後方に位置する。靭帯は外在する。
色彩
外側は淡い橙色やピンクで、殻頂から伸びる淡色の放射彩が出る。これらの色は貝が死ぬと薄れる傾向がある。
殻皮は薄く僅かな真珠光沢がある。
彫刻
左殻は平滑で光沢があり、幽かな放射条が見られ、それ以外には自然な成長線があるだけで明瞭な彫刻はない。右殻は後端の伸張部にのみ成長線に沿った弱い条刻があり、それ以外は左殻と同様。
内面
殻の内面もオレンジやピンクを帯び、中央部は黄色に彩色される。
鉸歯は主歯と側歯をもつ。
- 右殻：傾斜した前主歯と、縦溝で2分された後主歯があり、それらの前後に細長い前側歯と後側歯とがある。
- 左殻：三角形の前主歯と薄板状の後主歯があり、それらの前後に右殻の側歯より細い前側歯と後側歯とがある。
- 套線湾入は深く、その上縁は山形に湾曲して殻高の中央ラインより上に出る。湾入最奥部は殻長の中央ラインを超えて丸みを帯びた鋭角を作って前方に突出し、後方に戻りつつ下降して殻の中央付近で外套線に合流する。

軟体
外套膜と足はオレンジ色で、よく似たダイミョウガイのそれが乳白色なのと異なっている。水管は細長く、入水管と出水管は同じくらいの長さで、他のニッコウガイ科の種と同様に殻長よりもはるかに長く伸ばすことができる。唇弁は鰓に比しよく発達しており、内外ともに長い三角形で、ダイミョウガイやベニガイの唇弁と比較すると後方の広がりはやや弱い 。

## 生態
潮下帯の砂底に15cm程度埋もれて生活する。このグループは細長い入水管を砂上表面にまで伸ばし、海底に積もった有機物を掃除機のように吸い取って餌としている。

## 分類

### 原記載
- 原記載時の学名：Pharaonella amanyu M. Kato & Ohsuga, 2017
- 原記載文献：ZooKeys 705: 1-13. (2017)  [1]
- タイプ産地：「Edateku Island, Uken, Kagoshima Prefecture, Japan (28°17'26.08"N,　129°13'9.09"E); in sand of subtidal sand bank」 （鹿児島県宇検村枝手久島 （北緯28度17分26.08秒 東経129度13分09.09秒 / 北緯28.2905778度 東経129.2191917度）、潮下帯の砂底中）。
- タイプ標本
  - ホロタイプ：殻長69 mm、殻高32 mm、国立科学博物館所蔵（登録番号：NSMT-Mo 78982）
  - パラタイプ：(1) 殻長80 mm、殻高36 mm（右殻） 国立科学博物館所蔵（登録番号：NSMT-Mo 78983）；(2) 殻長73 mm、殻高33 mm（左殻） 京都大学動物学教室所蔵（登録番：KUZ-Z1878）；(3) 殻長77 mm、殻高34 mm（右殻） 同前（登録番：KUZ-Z1879）。

### 類似種・近縁種
アマンユベニガイの新種記載にあたっては、以下の5種が比較されている。

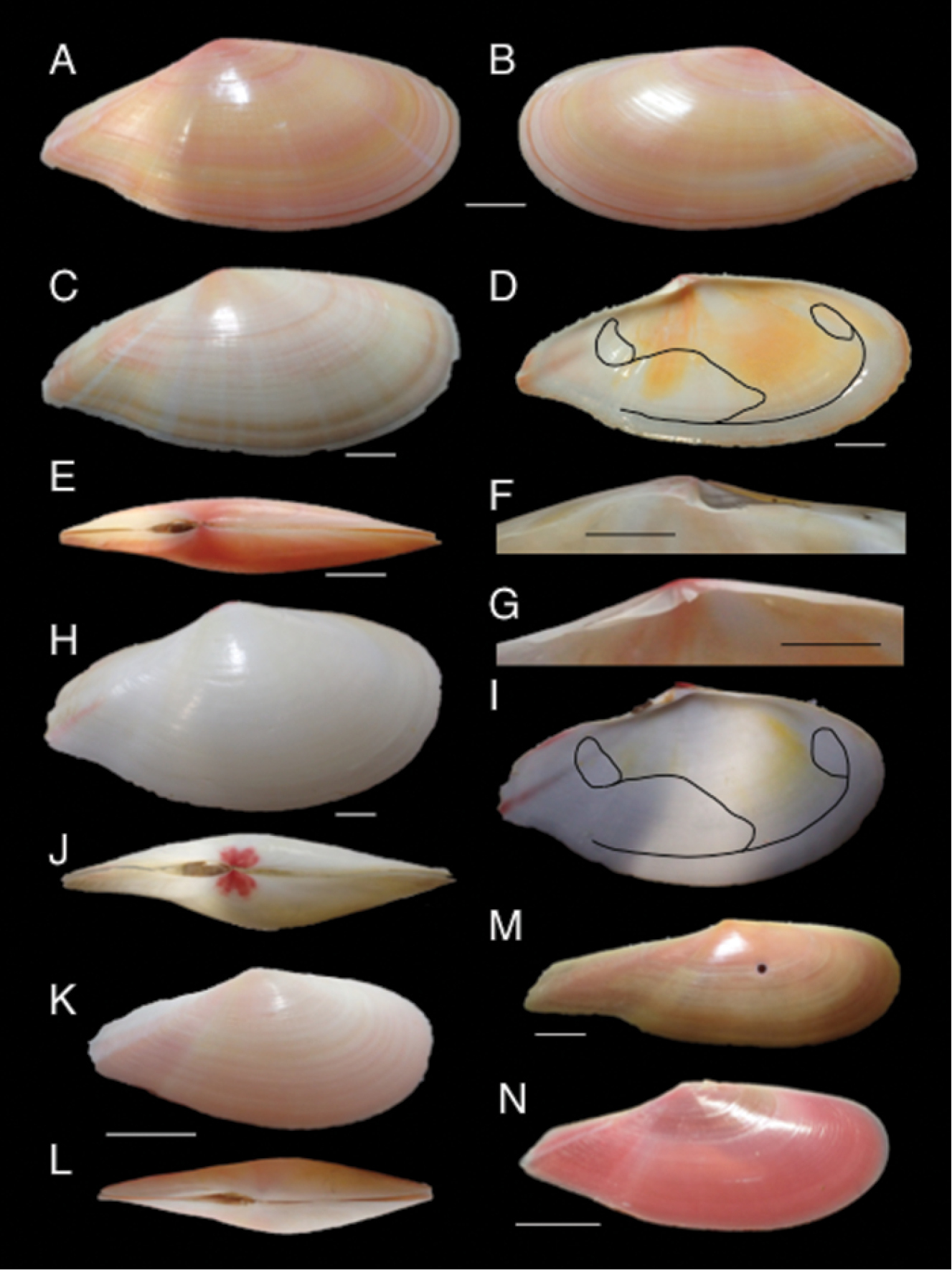
本種と近縁種
A-G：アマンユベニガイ（冒頭図参照）
H-J：オオシマダイミョウ
K-L：ダイミョウガイ
M：トンガリベニガイ
N：ベニガイ

オオシマダイミョウ Tonganaella tongana (Quoy & Gaimard, 1835)
殻長90 mm前後。アマンユベニガイに非常によく似ているが、右殻の表面は全体に平滑で明瞭な条刻はない。また殻頂はほぼ中央に位置し（アマンユベニガイの殻頂はやや後方寄り）、殻長／殻高比は1.9-2.0でアマンユベニガイより僅かに前後に短い。殻色は白色のものが多く、殻頂に目立つ紅色放射彩がある。套線湾入の深さはアマンユベニガイと同程度。奄美群島以南、北オーストラリアまで分布する。
ダイミョウガイ Tonganaella perna (Spengler, 1798)
殻長70 mm前後。アマンユベニガイに非常によく似ているが、右殻の表面は全体に平滑で明瞭な条刻はない。殻頂は中央より僅かに前寄りのものが多く、殻長／殻高比は2.1-2.2でアマンユベニガイとほぼ同じ。套線湾入の深さもアマンユベニガイと同程度。紀伊半島以南、北オーストラリアまで分布する。
トンガリベニガイ Pharaonella aurea (Perry, 1811)
殻長65 mm前後。右殻の表面の後半部に成長線に沿った条刻がある。殻頂は中央より僅かに後方寄りのものが多く、殻長／殻高比は2.8-3.0で、比較されている5種のなかでは最も前後に細長い。殻は多くは橙紅色で稀に黄色。套線湾入はアマンユベニガイより深い。奄美群島以南、北オーストラリアまで分布する。
ベニガイ Phalaonella sieboldii  (Deshayes, 1855)
殻長64 mm前後。右殻の表面の後半部に成長線に沿った条刻がある。分子系統では最もアマンユベニガイに近いとされる。殻頂はやや後方寄りで、殻長／殻高比は2.3-2.4でアマンユベニガイより細長い。殻は濃い紅色なのが普通。套線湾入はアマンユベニガイより深い。日本列島周辺（北海道から九州）に分布する。
Pharaonella dialeuca (Deshayes, 1855)
「Pedang」（詳細不明）から記載された種で、G.B. Sowerby II によって19世紀の図鑑に図示されているが(図 309、解説 no. 309）、その後はほとんど図示されたことがない。図ではベニガイに似た形の種で、右殻の後半部に明瞭な条刻が描かれている。殻頂は中央より後方にあり、殻長／殻高比は2.4でベニガイと同程度に細長い。套線湾入の深さは不明。Huberら（2015)（p.600）は、名和（2008）が奄美から報告した種名未詳の 「Pharaonella sp.」（殻長 75.8 mm）が本種に似た特徴を持っているのではないかとしている。なお本種の産地は、原記載やその後の図示ともに「Pedang」と記されているが、Huberら（2015）はマレーシアのPenangとしている。

### 属の分類
アマンユベニガイは右殻後方の伸長部に成長線に沿った条刻があることと、分子系統解析では上記の比較種のうちではベニガイに最も近いとの結果が得られたことから、新種記載時にベニガイ属 Pharaonella Lamy, 1918（タイプ種：イロアセベニガイ Pharaonella pharaonis (Hanley, 1845））に分類された。しかし本種はやや殻高が高いため、一見すると細長いベニガイ属の諸種よりも、むしろ別属 Tonganaella M. Huber, Langleit & Kreipl, 2015 （タイプ種：オオシマダイミョウ）に分類されているダイミョウガイやオオシマダイミョウに似ている。これら Tonganaella 属の2種は、21世紀初頭まではベニガイ属に分類されていたが、右殻表面全体が左殻と同様に平滑で、部分的にでも成長線に沿った彫刻をもつベニガイ属とは異なるとして、2015年に新属 Tonganaella が立てられ、以後はそこに分類されることが多い。アマンユベニガイでは、輪郭があまり細長くないことや、右殻の成長線に沿った条刻は後方の伸張部のみに限られ、右殻全体では平滑な範囲が広いことなど、ベニガイ属と Tonganaella 属の中間的な形質をもつ。さらに分子系統解析でも、ベニガイ属と Tonganaella 属とを合わせたクレードは単系統群であることが支持されるが、そのクレード内での Tonganaella は側系統群となることから、Tonganaella 属の有効性に疑問が提出された。